# Gommerville (Seine-Maritime)
Gommerville település Franciaországban, Seine-Maritime megyében. Lakosainak száma 740 fő (2022. január 1.). Gommerville Épretot, Étainhus, Graimbouville, Saint-Gilles-de-la-Neuville, Saint-Romain-de-Colbosc és Les Trois-Pierres községekkel határos.

## Népesség
A település népességének változása:
| Lakosok száma | 710  | 717  | 740  | 738  | 731  | 729  | 726  | 729  | 740  |
|               | 2013 | 2015 | 2016 | 2017 | 2018 | 2019 | 2020 | 2021 | 2022 |